# أزرق البروموفينول
يستخدم أزرق البروموفينول (3 ′، 3 ″، 5 ′، 5 ″ - ترابيتوبروفينول سلفون فثالين، BPB ]) كمؤشر درجة الحموضة، علامة لون، وصبغة. يمكن تحضيره عن طريق إضافة البروم الزائد ببطء إلى محلول فينول سلفون فثالئين الموجود في حمض الأسيتيك الجليدي.

## مؤشر الحمض القاعدي
كمؤشر أساس الحمض، فإن نطاقه المفيد يكمن بين pH 3.0 و 4.6. يتغير من الأصفر عند درجة الحموضة 3.0 إلى اللون الأزرق عند درجة الحموضة 4.6 ؛ رد الفعل هذا يمكن عكسه. يرتبط بروموفينول الأزرق بنيوياً بالفينول فثالين (مؤشر شعبي).

## علامة اللون
كما يستخدم البروموفينول كمؤشر لون لمراقبة عملية  هلام الاغاروز والهلام الكهربائي هلام بولي أكريلاميد. بما أن أزرق بروموفينول يحمل شحنة سالبة طفيفة عند درجة الحموضة المعتدلة، فإنه سوف يذهب في نفس اتجاه الحمض النووي أو البروتين في الهلام ؛ يختلف معدل هجرته باختلاف كثافة الهلام وتركيب العازلة، ولكن في هلام الاغاروز نموذجي 1 ٪ في مخزن مؤقت TAE 1X أو المخزن المؤقت TBE، يذهب اللون الأزرق البروموفينول بنفس معدل هجرة الحمض النووي من حوالي 300 زوج قاعدي، في 2 ٪ الاغاروز. يمكن أيضا استخدام السيانول والزيتون والبرتقالي G لهذا الغرض.  

## صبغ
يستخدم بروموفينول الأزرق أيضًا كصبغة. في درجة الحموضة المحايدة، تمتص الصباغ الضوء الأحمر بقوة أكبر وينقل الضوء الأزرق. حلول الصبغة، لذلك، هي زرقاء. في درجة الحموضة المنخفضة، تمتص الصبغة الضوء فوق البنفسجي والأزرق بشدة وتظهر الأصفر في المحلول. في محلول الأس الهيدروجيني 3.6 (في منتصف المدى الانتقالي لمؤشر الأس الهيدروجيني هذا) الذي تم الحصول عليه عن طريق الذوبان في الماء بدون أي تعديل pH، فإن اللون الأزرق البروموفينول له لون أحمر أخضر مميز، حيث يتغير اللون الظاهر حسب التركيز و / أو المسار الطول الذي يتم من خلاله ملاحظة المحلول. وتسمى هذه الظاهرة بالألوان الأزرق بروموفينول هو المادة ذات أعلى قيمة معروفة لمؤشر تلطيف كريفت. وهذا يعني أن لديها أكبر تغيير في لون اللون، عندما يزيد أو ينقص سمك أو تركيز العينة الملاحظة  